# Antonius Geurts
Antonius Johannes „Toon“ Geurts (* 30. Dezember 1944 in Veldhoven; † 5. Oktober 2017 ebenda) war ein niederländischer Kanute.

## Erfolge
Dreimal nahm Antonius Geurts an Olympischen Spielen teil. Bei seinem Olympiadebüt 1960 in Rom erreichte er im Zweier-Kajak mit Ruud Knuppe auf der 1000-Meter-Strecke den Endlauf, den die beiden auf dem siebten Platz beendeten. Darüber hinaus ging er im Einer-Kajak in der 4-mal-500-Meter-Staffel an den Start, mit der er zwar im Vorlauf seinen Lauf gewann, dann aber im Halbfinale ausschied. 
Bei den Olympischen Spielen 1964 in Tokio gelang ihm im Zweier-Kajak mit Paul Hoekstra ein Medaillengewinn. Auf der 1000-Meter-Strecke belegte er im Vorlauf den zweiten und im Halbfinale den ersten Platz, womit sie sich für das Finale qualifizierten. Im Endlauf überquerten sie nach 3:39,30 Minuten als Zweite die Ziellinie, 0,8 Sekunden hinter den siegreichen Sven-Olov Sjödelius und Gunnar Utterberg aus Schweden sowie 1,3 Sekunden vor den Deutschen Heinz Büker und Holger Zander. Auch mit dem Einer-Kajak erreichte Geurts das Finale, kam dort aber nicht über den sechsten Platz hinaus. Vier Jahre darauf verpassten Geurts und Hoekstra in Mexiko-Stadt im Zweier-Kajak über 1000 Meter als Vierte knapp einen weiteren Medaillengewinn. Erstmals startete Geurts auch in einem olympischen Wettbewerb im Vierer-Kajak, schied aber im Halbfinale aus.
Er sicherte sich 1961 in Posen bei den Europameisterschaften im Einer-Kajak über 10.000 Meter Bronze.